# جيمي صامويلسون
جيمي صامويلسون (بالسويدية: Jimmy Samuelsson)‏ هو مصارع هاوي سويدي، ولد في 7 نوفمبر 1976 في نورتليه في السويد.

## وصلات خارجية
- جيمي صامويلسون على موقع قاعدة بيانات المصارعة الدولية (الإنجليزية)
- جيمي صامويلسون على موقع اللجنة الأولمبية الدولية (الإنجليزية)
- جيمي صامويلسون على موقع أوليمبيديا (الإنجليزية)
- جيمي صامويلسون على موقع اللجنة الأولمبية السويدية (السويدية)